# FedEx
FedEx, propriamente FedEx Corporation, è una società di trasporto specializzata in spedizioni espresse con servizi overnight di posta e plichi, in trasporti via terra, trasporti aerei e servizi logistici.
FedEx è un'abbreviazione sillabica del nome originale della compagnia: Federal Express.

## Storia
La società è stata fondata nel 1971 da un ex studente dell'Università Yale Frederick W. Smith a Little Rock in Arkansas (USA).
Nel 1973 si trasferisce a Memphis nel Tennessee.
L'azienda è divisa in vari settori specifici di attività; anche i veicoli si differenziano cromaticamente in base all'appartenenza ad uno o all'altro: ferma restando la presenza del prefisso "Fed" in colore viola, le lettere "Ex" sono di volta in volta di colore grigio per la corporation, arancio, verde o rosso per le varie unità operative.
Il logo è stato progettato in modo tale che tra la E e la x si delinei il contorno di una freccia bianca, come a dare idea di movimento o della rapidità di consegna. Questo è ancor più visibile nel logo adottato nei paesi arabi.
Per quanto riguarda la sua presenza sul territorio italiano, ha anche stretto un accordo commerciale con il corriere espresso italiano SDA Express Courier.
Nell'aprile 2015, FedEx raggiunge un accordo con TNT Express per l'acquisizione della società olandese sulla base di un accordo del valore di 4,4 miliardi di euro. L'operazione è stata conclusa nella prima parte del 2016.

## FedEx in cifre
Nel 2016, FedEx Express dichiarava di avere:
- circa 400.000 collaboratori
- circa 160.000 veicoli
- 657 aerei[1], terza flotta mondiale per numero dopo Delta ed American Airlines
- un giro d'affari di 22,4 miliardi di dollari

L'impresa possiede 10 hub di cui i più importanti sono Memphis, Subic Bay, Charles De Gaulle, Fort Worth in Texas e Indianapolis.

## FedEx nei film
Nel 2000 è stato girato il film Cast Away, diretto da Robert Zemeckis e con protagonista Tom Hanks nei panni di Chuck Noland, ingegnere e dirigente operativo della FedEx, che ha fornito il suo supporto nel suo film.

## Flotta aerea
Nel 2007 e nel 2008, secondo la rivista Air Transport World, è stata la più grande compagnia aerea del mondo in termini di tonnellate per chilometro trasportate.
La flotta di FedEx Express comprende 657 aeromobili nel mondo intero.
1 B767-300F (N120FE)
1 B757-200F (N916FD)
1 B767-300F(ER) (N113FE)

## Sponsorizzazioni
La FedEx è stata sponsor in Formula 1, della Benetton, della Scuderia Ferrari e della Williams F1. 
Dalla stagione 2022-2023 è Sponsor della UEFA Champions League.
FedEx negli Stati Uniti è nota anche per la sua sponsorizzazione di lunga data nella Nascar Cup Series della vettura numero 11 guidata da Danny Hamlin